# Zeughaus (Ulm)

Ulmer Zeughaus

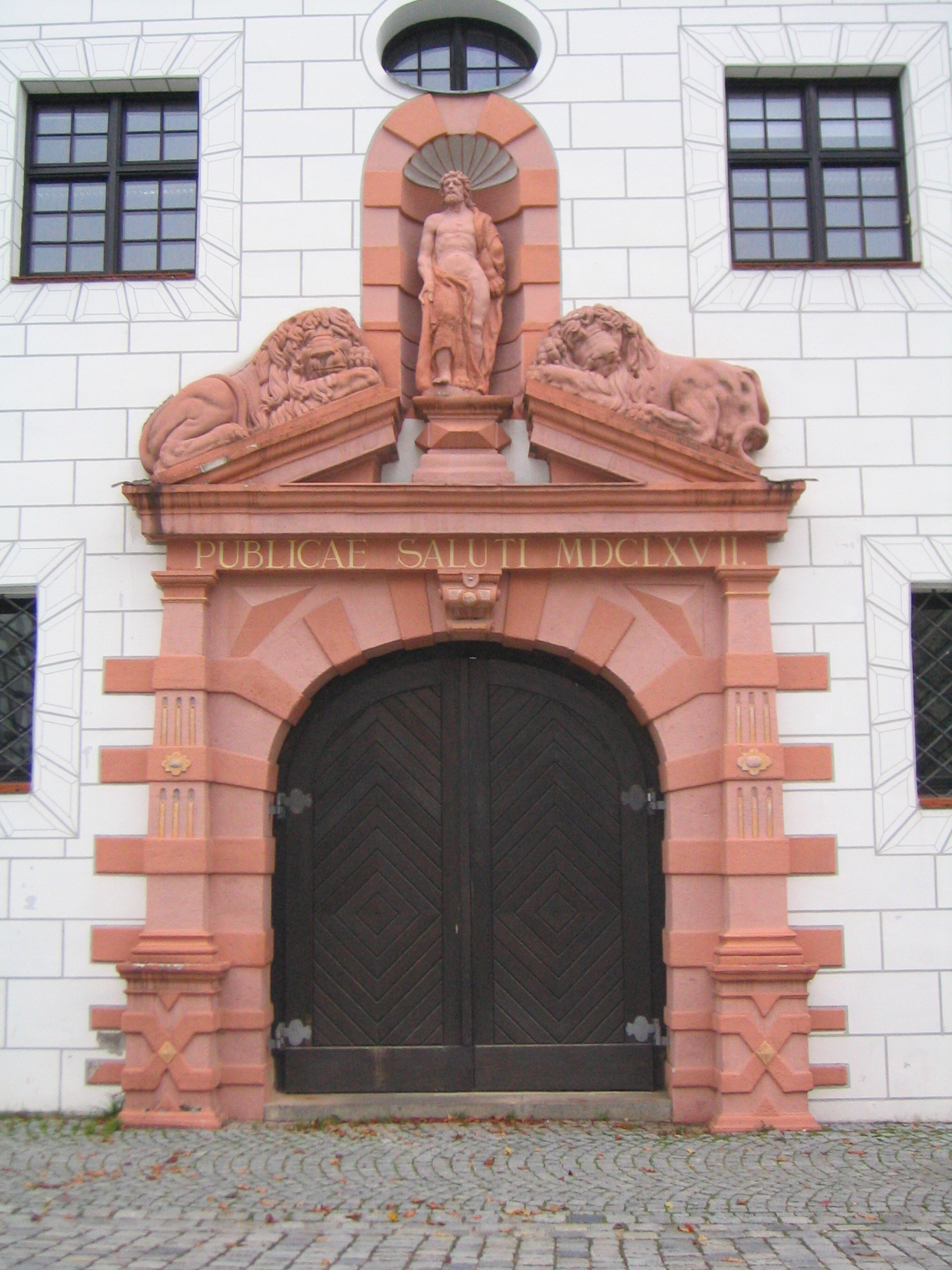
Giebelseite

Das Ulmer Zeughaus ist ein ehemaliges Zeughaus am östlichen Rand des Stadtzentrums von Ulm.

## Geschichte
Die Ursprünge des Gebäudes, das 1433 erstmals erwähnt wurde, liegen wohl bereits im 14. Jahrhundert. Das Haus zeugt von der wirtschaftlichen Blüte, die die freie Reichsstadt Ulm im Mittelalter durch ihre günstige Lage erlangte. Durch mehrfache Erweiterungen (um 1522, 1596 und 1616) sowie besonders aber durch den Neubau des Löwenbaues 1667 entstand ein weitläufiger Gebäudekomplex.
Ende des 18. Jahrhunderts wurde der Wert des dort Gelagerten auf zwei Millionen Gulden geschätzt. Das alles wurde jedoch 1797 von den Österreichern im Vorfeld der Koalitionskriege in Besitz genommen, „dass es nicht den anrückenden Franzosen in die Hände falle“. In Ulm sah man diese Gegenstände nach der Schlacht von Elchingen (1805) nie wieder. Mit dem Ende der Reichsstadtzeit wurde das Zeughaus 1808 in eine Kaserne umgewandelt und bis 1919 als solche genutzt. 
Im Zweiten Weltkrieg fiel der Renaissancebau, das Alte Zeughaus, den schweren Zerstörungen zum Opfer. Die von Kriegszerstörung verschont gebliebenen Gebäudeteile wurden 1977 restauriert.

## Nutzung
Das Zeughaus diente der Stadt als Waffenlager für Geschütze, Kugeln aus Stein und Eisen, Granaten, Bomben und verschiedene Gewehre, sowie Schwefel und Salpeter. Daneben wurden dort auch Modelle von Festungsbauten, Brücken, Mühlen, Gebäuden, Maschinen, Wasserleitungen und ähnlichem aufbewahrt. Daneben hatte das Zeughaus auch vielfältige weitere Nutzungen. Zeitweilig befand sich hier die reichsstädtische Münze. Auf dem Platz vor dem Zeughaus wurde bei wichtigen Anlässen Bürgerversammlungen abgehalten. Vom 16. bis 18. Jahrhundert fanden dort auch die Musterungen der 14. Bürgerkompanie statt. 

## Gebäude
Das aus dem Barock stammende Neue Zeughaus zeigt heute die typische Putzquaderzeichnung mit der Facettensteineinfassung der Fenster. Hervorstechend sind die mit Barock- und Renaissancemotiven verzierten Portale. In der Säulenhalle des frühbarocken „Löwenbaus“ finden wechselnde Ausstellungen und Veranstaltungen statt. Betreut wird das Zeughaus von der Einrichtung Staatliche Schlösser und Gärten Baden-Württemberg.